# هنري أوسبورن
هنري أوسبورن (بالإنجليزية: Henry Osborne)‏ هو قاضي ومحامي وسياسي أمريكي، ولد في 21 أغسطس 1751، وتوفي في 9 نوفمبر 1800.